# Fredy E Wubben

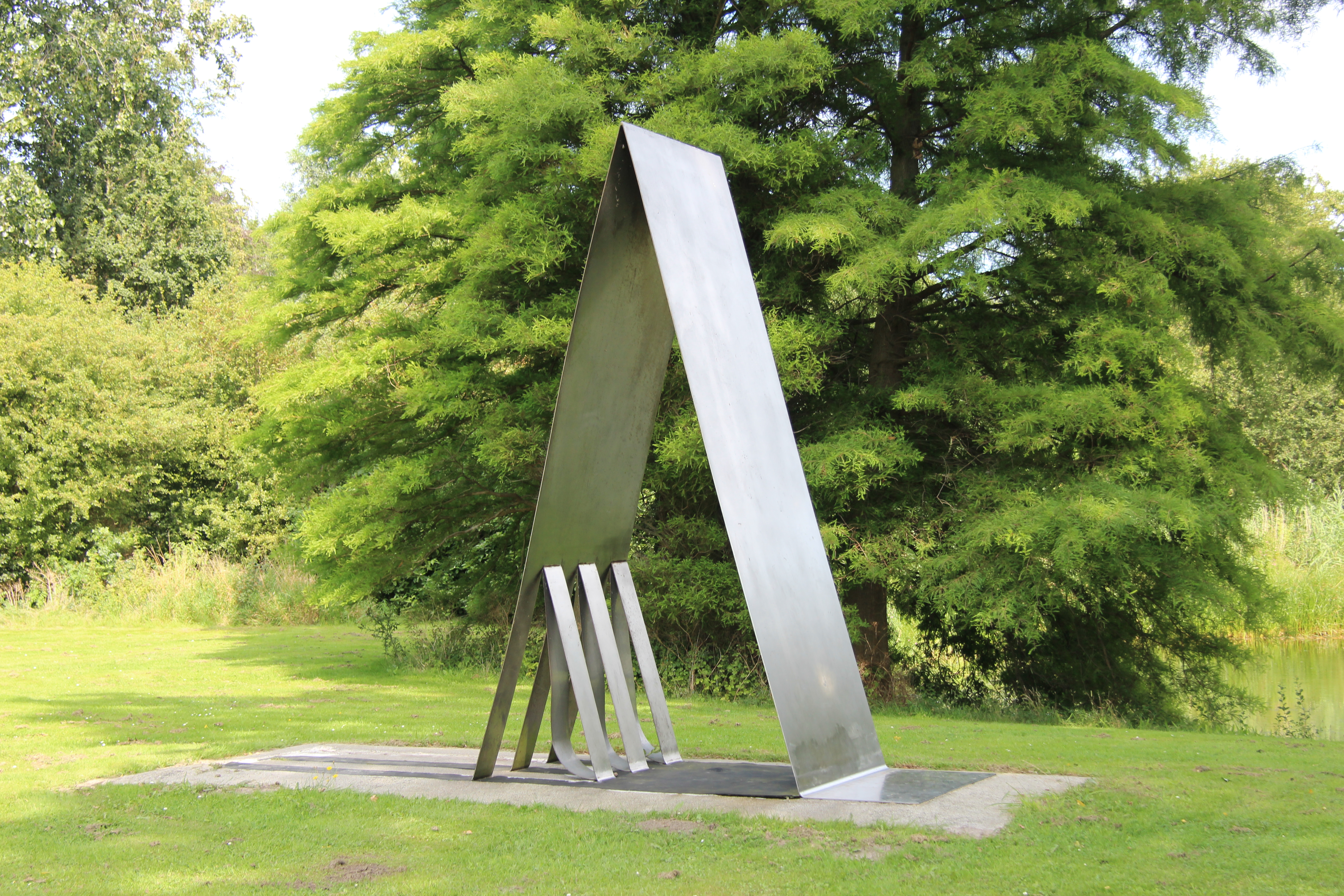
Piramide (1981), Leiden

Frederika Elisabeth (Fredy) Wubben (ook vermeld als Fredy Wolf of Fredy Wolf-Wubben) (Den Haag, 21 mei 1940) is een Nederlands beeldhouwer, graficus, kunstschilder en glaskunstenaar.

## Leven en werk
Fredy Wubben werd opgeleid aan de Haagse Vrije Academie (1958-1962) en de Koninklijke Academie van Beeldende Kunsten (1960-1964). Ze maakt gestileerd, geometrisch ruimtelijk plastieken. Een van de kenmerken van haar werk is de combinatie van verschillende materialen, ze werkt met roestvast staal, hout, glas en objets trouvé. Daarnaast maakt ze kleinere glasobjecten, soms gecombineerd met brons, waaronder twee Koningsglazen, ontworpen n.a.v. het kroningsjaar en het 200-jarig bestaan van het koninkrijk.
De kunstenares sloot zich onder andere aan bij de Caroluskring, de Nederlandse Kring van Beeldhouwers en Pulchri Studio te Den Haag en exposeert sinds de jaren 60. Ze ontving de Geert Bouwmeesterprijs (1999) en een prijs in Spanje voor haar grafiek en beeldhouwkunst (2013). In 2006 won haar ontwerp voor een drinkglas voor koningin Maxima, dat wordt uitgevoerd bij Royal Leerdam Crystal.

## Enkele werken
- 1981 Piramide, Hooghkamerpark, Leiden
- 1983 Zonder titel, boog in rvs bij basisschool De Tamboerijn aan het Reigersbos in Amsterdam-Zuidoost
- 1987 Ode aan de muziek, in 2021 verplaatst naar de Engelendaal in Leiderdorp
- 1990 De Kroon, Prinsenhof, Leidschendam-Voorburg
- 1994 Vesting van Verlangen, Westerheem/Breedslaglaan, Heemskerk
- 1997 Ode aan het Water, Binnenmaas.
- 2002 Ode aan weg en waterwegen, bij het Ministerie van Verkeer en Waterstaat.
- 2007 zonder titel, Heelblaadjespad, Leiderdorp

## Galerij

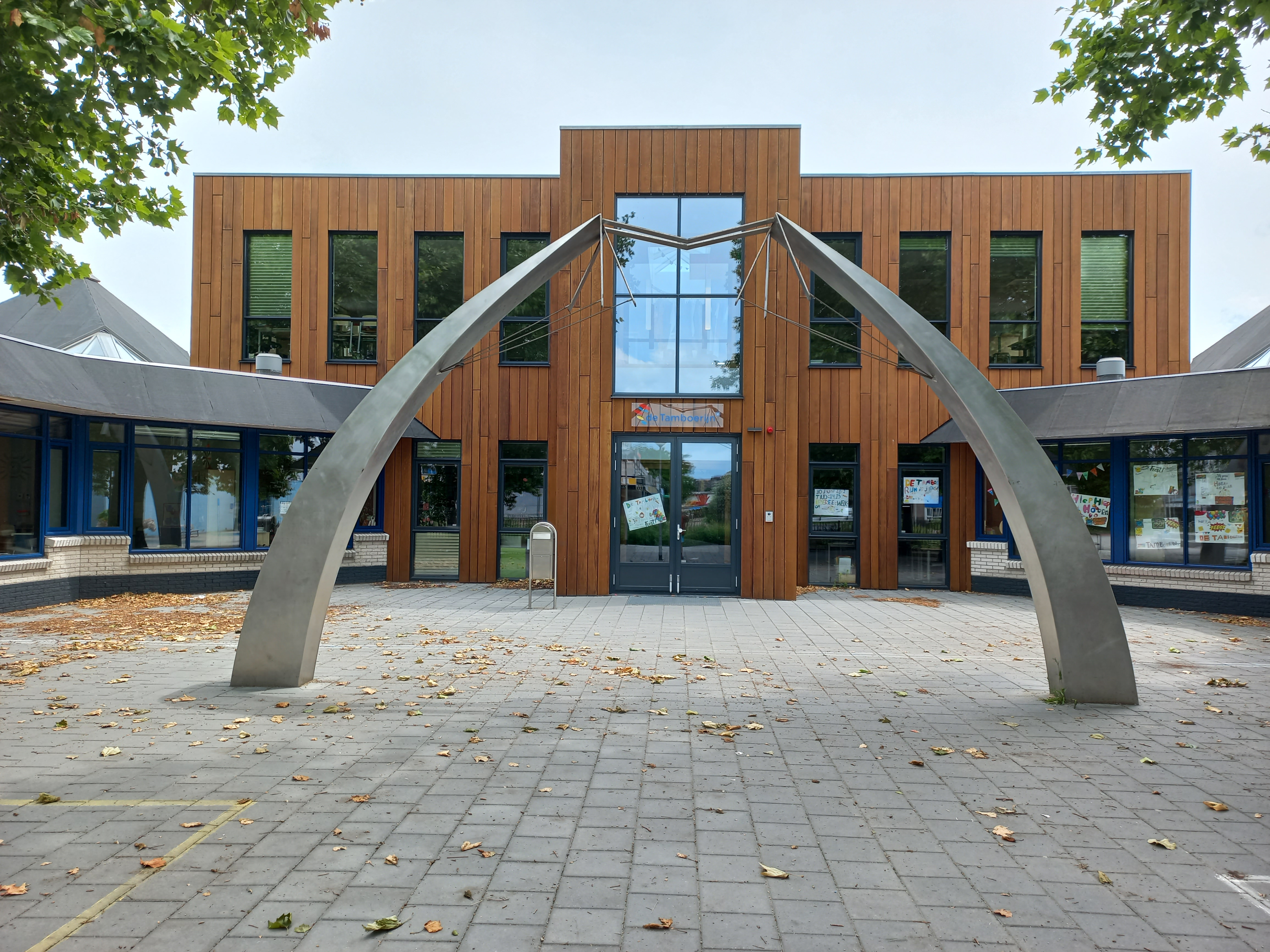
Zonder titel (1983), Amsterdam-Zuidoost
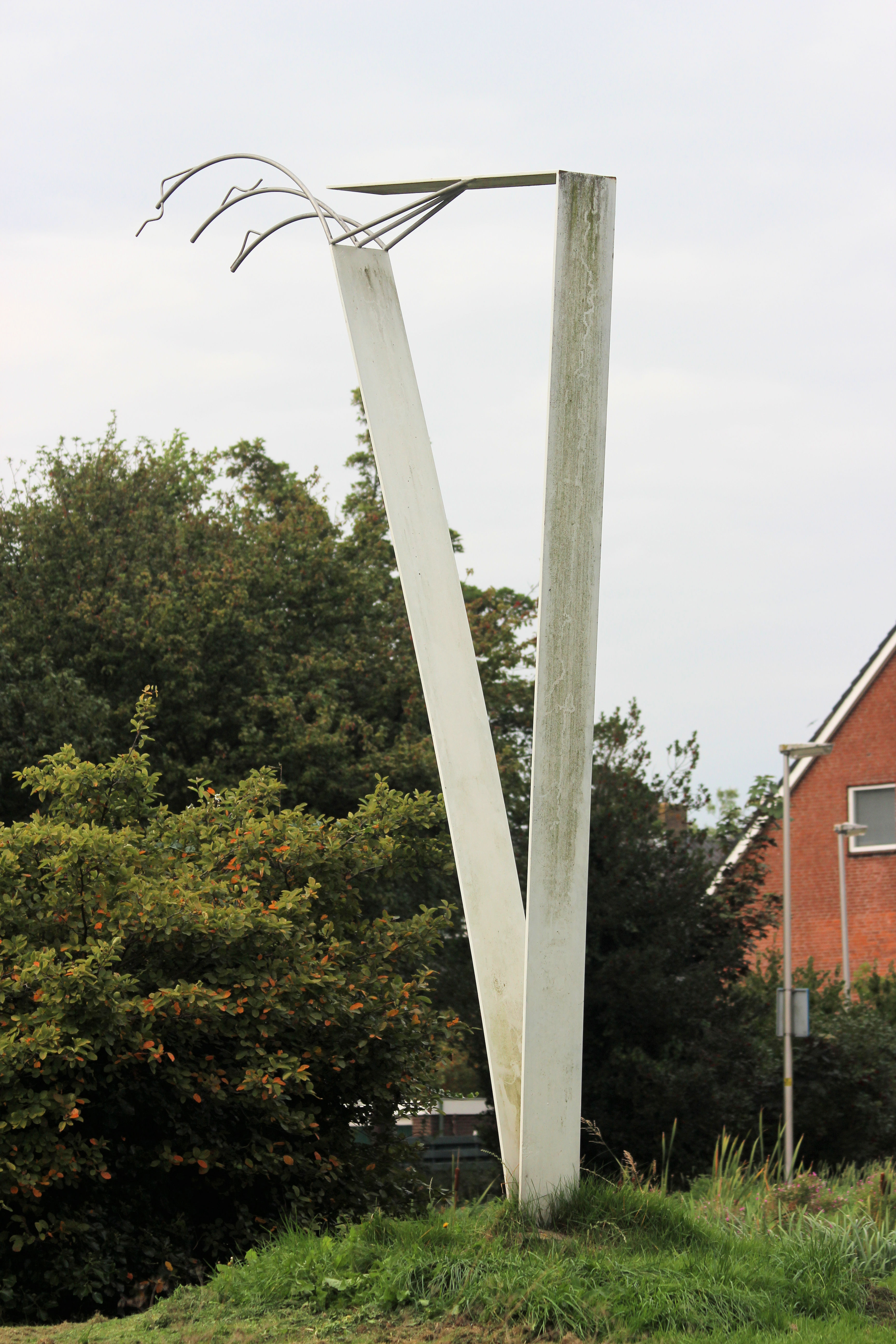
Ode aan de muziek (1987), Leiderdorp
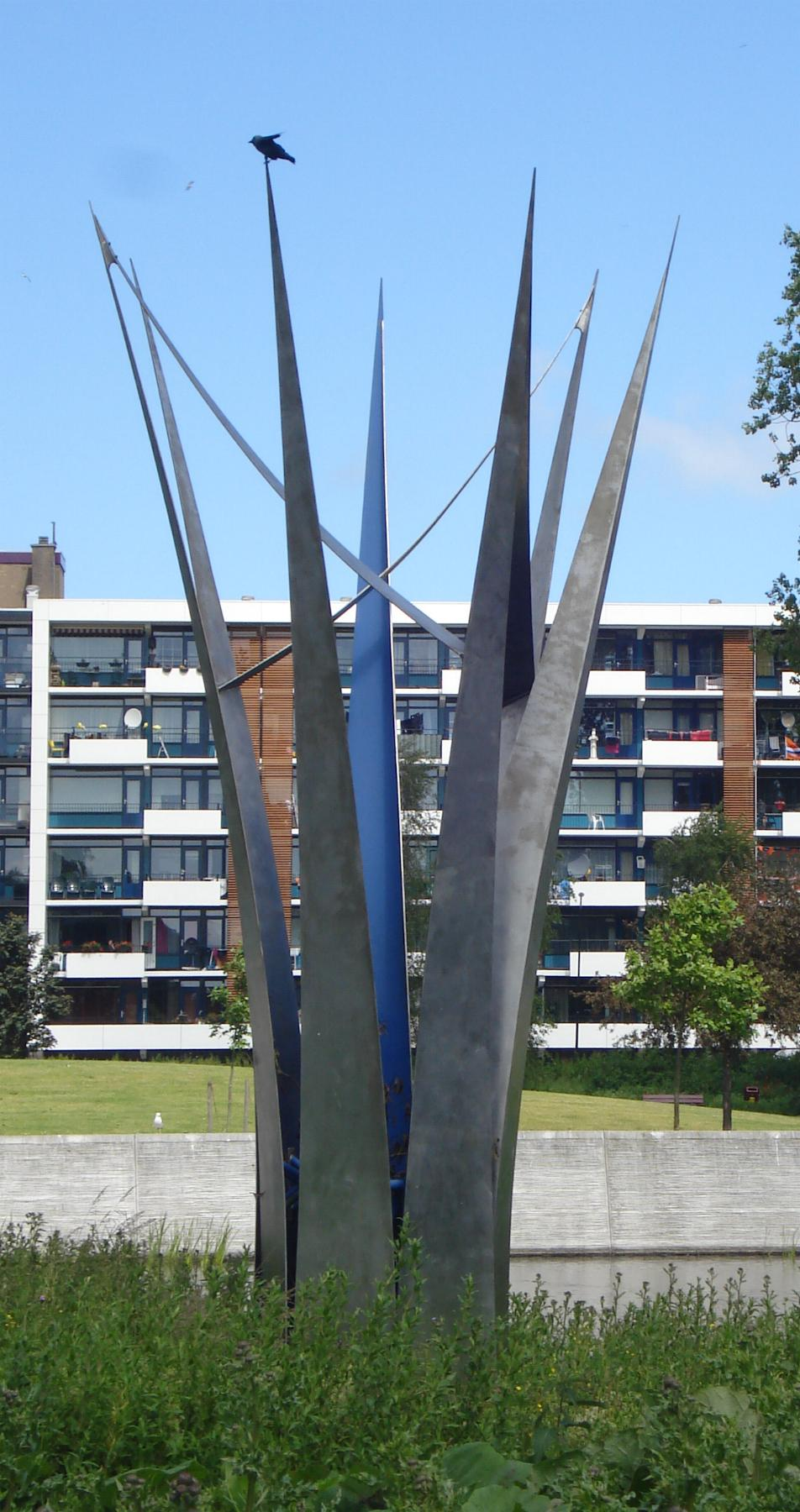
Kroon (1990), Leidschendam-Voorburg